# Essex Savings Bank

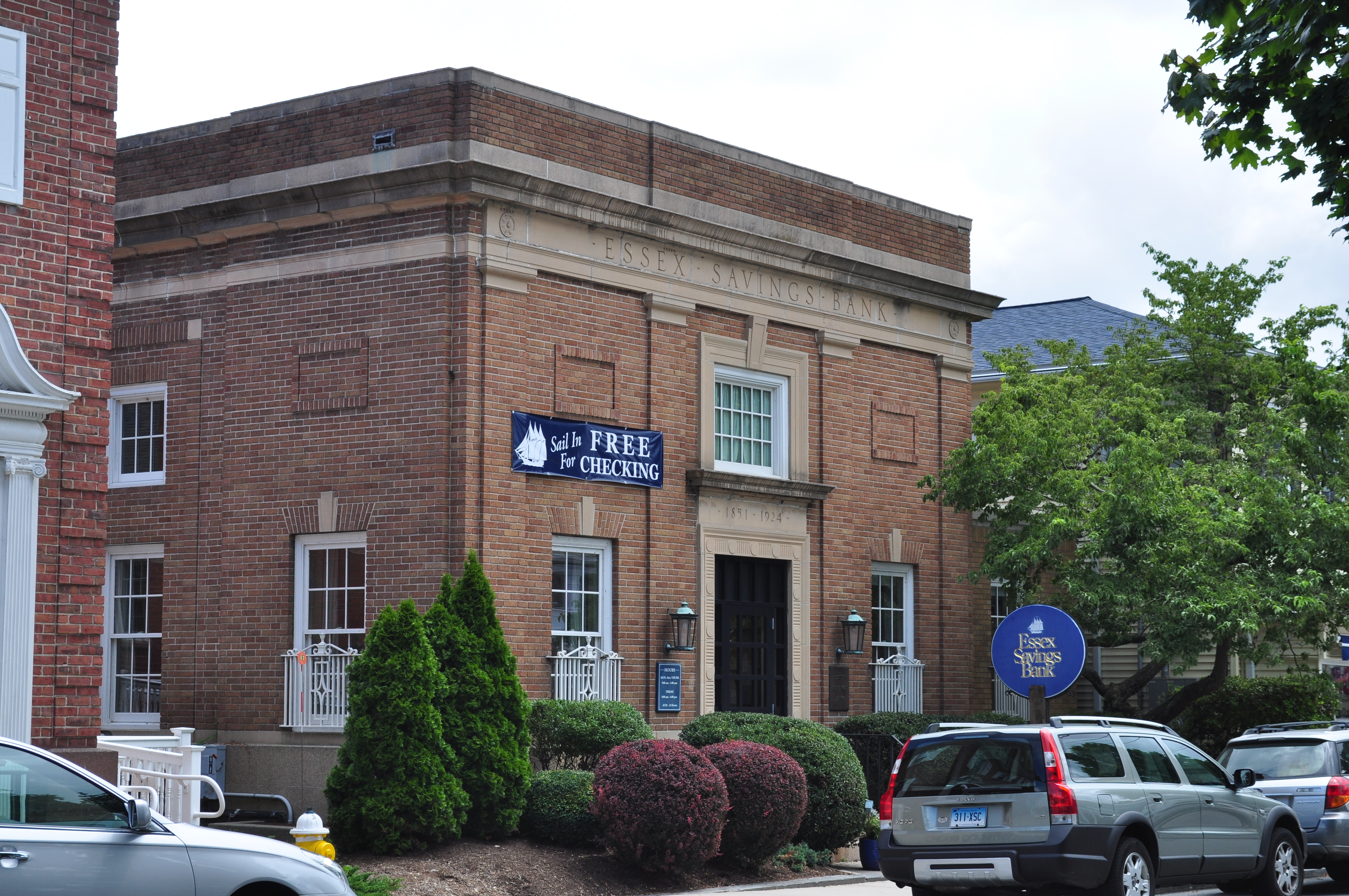
Edifício Essex Savings Bank

Essex Savings Bank é um banco com sede em Essex, Connecticut. Opera 6 filiais, todas em Connecticut. A empresa também opera um departamento de confiança e possui 22 consultores financeiros com US$ 3,4 bilhões em ativos sob gestão.
O banco doa 10% de seu lucro líquido a organizações de caridade locais.

## História
O banco foi fundado em 6 de agosto de 1851 por um grupo de armadores, empresários e empreendedores.
A agência do banco serviu como local de encontro para muitos capitães que se encontravam lá entre as viagens para discutir suas aventuras.
O primeiro presidente do banco foi Henry L. Champlin, capitão do mar.

Em 2015, John W. Rafal, o fundador da divisão de serviços financeiros, foi demitido depois de pagar uma taxa de indicação em violação aos regulamentos.